# Полоз балканський
Полоз балканський (Hierophis gemonensis) — неотруйна змія з роду Полоз-гієрофіс родини Вужеві.

## Опис
Загальна довжина досягає 1—1,3 м. Голова маленька з великими очима, круглими зіницями. Тулуб стрункий з гладкою лускою. Забарвлення оливково—коричневого кольору з темними плямами, особливо помітними у передній частині тіла.

## Спосіб життя
Полюбляє рідкісні чагарники, поля та пустощі. Активний вдень. Харчується ящірками, птахами та дрібними ссавцями.
Це яйцекладна змія. Самиця відкладає від 6 до 10 яєць. Через 60—70 днів з'являються молоді полози завдовжки 15 см.

## Розповсюдження
Мешкає у північно східній Італії, Греції, східне узбережжя Адріатики (Хорватія, Чорногорія, Албанія).